# Парило

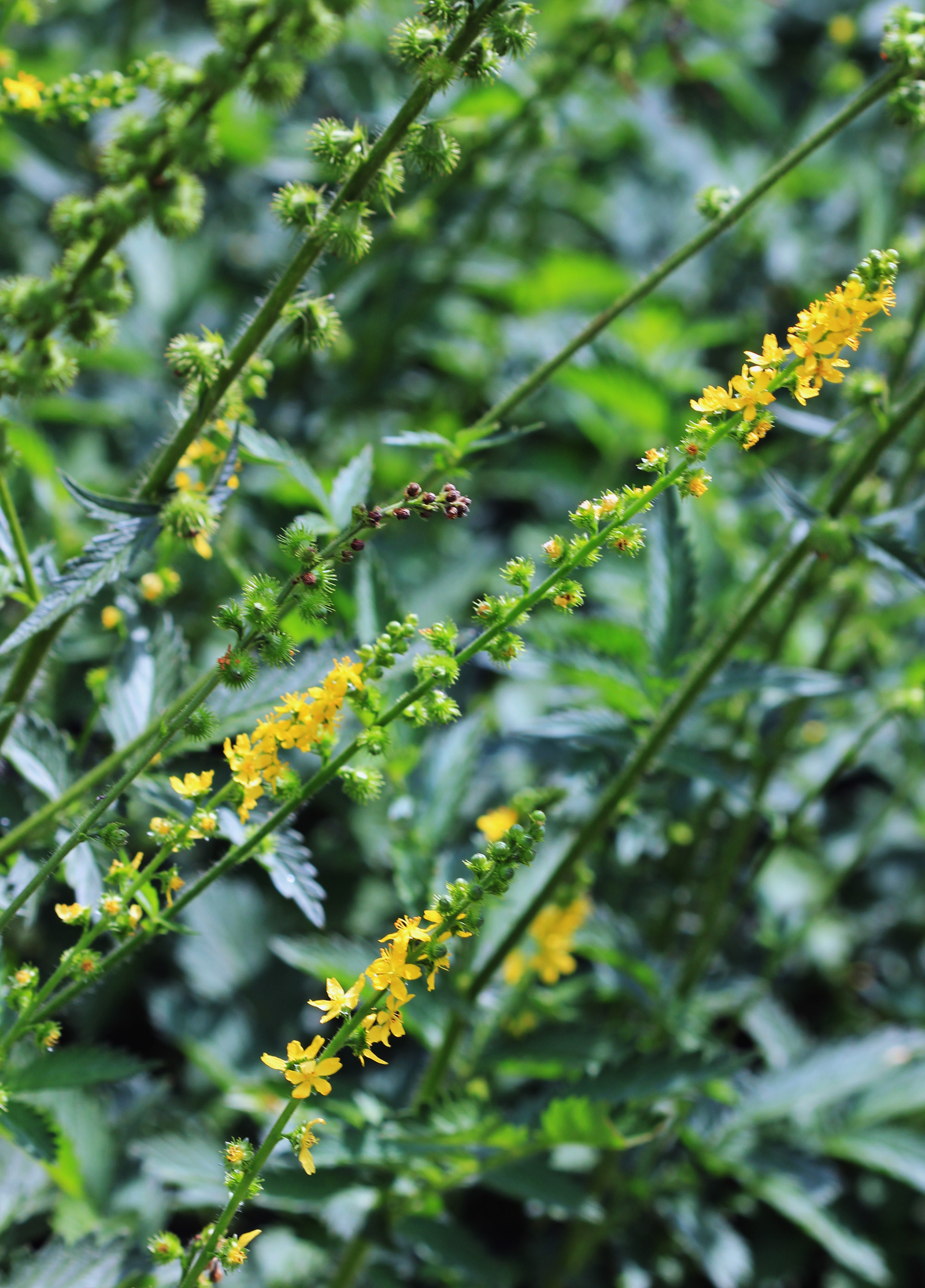
Agrimonia procera

Парило (лат. Agrimonia) — рід рослин родини розові.

## Ботанічний опис
Багаторічні трав'янисті рослини з повзучими кореневищами.
Стебла прямостійні. Листки черешкові.
Квітки зібрані на кінцях пагонів у волоті. Чашечка складається з п'яти чашолистків. Пелюстки більші від чашолистків. Тичинок від 5. Маточка з ниткоподібним стовпчиком та розширеною приймочкою.
Плід — сім'янка з нечисленними загнутими колючками.

## Поширення
Більшість видів роду Парило поширені у помірній зоні Північної півкулі.

## Види
Деякі види. Види, що позначені зірочкою (*), поширені в Україні.
- Agrimonia eupatoriaтиповий — Парило звичайне*
- Agrimonia gryposepala
- Agrimonia incisa
- Agrimonia coreana
- Agrimonia microcarpa
- Agrimonia nipponica
- Agrimonia parviflora
- Agrimonia pilosa — Парило волосисте*
- Agrimonia procera — Парило високе*
- Agrimonia pubescens
- Agrimonia repens
- Agrimonia rostellata
- Agrimonia striata